# Arrondissement Charleroi
Het arrondissement Charleroi is een van de zeven arrondissementen van de provincie Henegouwen. Het arrondissement heeft een oppervlakte van 472,19 km² en telde 401.979 inwoners op 1 januari 2025.
Het arrondissement is enkel een bestuurlijk arrondissement. Gerechtelijk behoort dit tot het gerechtelijk arrondissement Henegouwen.

## Geschiedenis
Het arrondissement Charleroi ontstond in 1800 als derde arrondissement in het departement Jemappes. Het bestond oorspronkelijk uit de kantons Beaumont, Binche, Charleroi, Chimay, Fontaine-l'Evêque, Gosselies, Merbes-le-Château, Seneffe en Thuin.
In 1818 werden de kantons Beaumont, Binche, Chimay, Merbes-le-Château en Thuin afgestaan aan het nieuw gevormde arrondissement Thuin. Hierbij verloor het arrondissement bijna twee derde van zijn grondgebied en de helft van zijn inwoners.
In 1977 werd de toenmalige opgeheven gemeente Boignée afgestaan aan het arrondissement Namen. Verder werd een gebiedsdeel van Familleureux afgestaan aan het arrondissement Zinnik.
In 2019 werden de gemeenten Manage en Seneffe afgestaan aan het arrondissement Zinnik.

## Gemeenten en deelgemeenten
Gemeenten:
| - Aiseau-Presles - Chapelle-lez-Herlaimont - Charleroi (stad) - Châtelet (stad) - Courcelles - Farciennes |

| - Fleurus (stad) - Fontaine-l'Évêque (stad) - Gerpinnes - Les Bons Villers - Montigny-le-Tilleul - Pont-à-Celles |

Deelgemeenten:
| - Acoz - Aiseau - Bouffioulx - Brye - Buzet - Chapelle-lez-Herlaimont - Charleroi - Châtelet - Châtelineau - Couillet - Courcelles - Dampremy - Farciennes - Fleurus - Fontaine-l'Évêque - Forchies-la-Marche - Frasnes-lez-Gosselies - Gerpinnes - Gilly - Godarville - Gosselies |

| - Gougnies - Goutroux - Gouy-lez-Piéton - Heppignies - Joncret - Jumet - Lambusart - Landelies - Leernes - Liberchies - Lodelinsart - Loverval - Luttre - Marchienne-au-Pont - Marcinelle - Mellet - Monceau-sur-Sambre - Montignies-sur-Sambre - Montigny-le-Tilleul - Mont-sur-Marchienne - Obaix |

| - Piéton - Pironchamps - Pont-à-Celles - Pont-de-Loup - Presles - Ransart - Rèves - Roselies - Roux - Saint-Amand - Souvret - Thiméon - Trazegnies - Viesville - Villers-Perwin - Villers-Poterie - Wagnelée - Wanfercée-Baulet - Wangenies - Wayaux |

## Demografische evolutie
- Bron: NIS - Opm: 1806 t/m 1980=volkstellingen; vanaf 1990= inwoneraantal per 1 januari
- 2020: De terugval van het aantal inwoners in 2020 t.o.v. 2010 is te wijten aan de overheveling op 1 januari 2019 van de gemeenten Manage en Seneffe naar het arrondissement Zinnik.

| Inwoners van jaar tot jaar op 1 januari 1992 tot heden | Inwoners van jaar tot jaar op 1 januari 1992 tot heden | Inwoners van jaar tot jaar op 1 januari 1992 tot heden | Inwoners van jaar tot jaar op 1 januari 1992 tot heden |
| Jaar                                                   | Aantal                                                 | Evolutie: 1992=index 100                               | Evolutie: 2019=index 100                               |
| ------------------------------------------------------ | ------------------------------------------------------ | ------------------------------------------------------ | ------------------------------------------------------ |
| 1992                                                   | 427.548                                                | 100,0                                                  |                                                        |
| 1993                                                   | 428.182                                                | 100,1                                                  |                                                        |
| 1994                                                   | 428.143                                                | 100,1                                                  |                                                        |
| 1995                                                   | 427.751                                                | 100,0                                                  |                                                        |
| 1996                                                   | 426.467                                                | 99,7                                                   |                                                        |
| 1997                                                   | 425.794                                                | 99,6                                                   |                                                        |
| 1998                                                   | 424.515                                                | 99,3                                                   |                                                        |
| 1999                                                   | 422.206                                                | 98,8                                                   |                                                        |
| 2000                                                   | 421.059                                                | 98,5                                                   |                                                        |
| 2001                                                   | 420.214                                                | 98,3                                                   |                                                        |
| 2002                                                   | 420.590                                                | 98,4                                                   |                                                        |
| 2003                                                   | 420.653                                                | 98,4                                                   |                                                        |
| 2004                                                   | 420.528                                                | 98,4                                                   |                                                        |
| 2005                                                   | 421.394                                                | 98,6                                                   |                                                        |
| 2006                                                   | 421.801                                                | 98,7                                                   |                                                        |
| 2007                                                   | 422.598                                                | 98,8                                                   |                                                        |
| 2008                                                   | 423.168                                                | 99,0                                                   |                                                        |
| 2009                                                   | 424.289                                                | 99,2                                                   |                                                        |
| 2010                                                   | 425.110                                                | 99,4                                                   |                                                        |
| 2011                                                   | 427.258                                                | 99,9                                                   |                                                        |
| 2012                                                   | 428.711                                                | 100,3                                                  |                                                        |
| 2013                                                   | 429.816                                                | 100,5                                                  |                                                        |
| 2014                                                   | 429.446                                                | 100,4                                                  |                                                        |
| 2015                                                   | 429.854                                                | 100,5                                                  |                                                        |
| 2016                                                   | 430.587                                                | 100,7                                                  |                                                        |
| 2017                                                   | 430.128                                                | 100,6                                                  |                                                        |
| 2018                                                   | 430.701                                                | 100,7                                                  |                                                        |
| 2019                                                   | 396.639                                                | 92,8                                                   | 100,0                                                  |
| 2020                                                   | 396.962                                                | 92,8                                                   | 100,1                                                  |
| 2021                                                   | 395.832                                                | 92,6                                                   | 99,8                                                   |
| 2022                                                   | 396.678                                                | 92,8                                                   | 100,0                                                  |
| 2023                                                   | 398.559                                                | 93,2                                                   | 100,5                                                  |
| 2024                                                   | 399.742                                                | 93,5                                                   | 100,8                                                  |
| 2025                                                   | 401.979                                                | 94,0                                                   | 101,3                                                  |

Aalst · Aarlen · Aat · Antwerpen · Bastenaken · Bergen · Borgworm · Brugge · Brussel-Hoofdstad · Charleroi · Dendermonde · Diksmuide · Dinant · Doornik-Moeskroen · Eeklo · Gent · Halle-Vilvoorde · Hasselt · Hoei · Ieper · Kortrijk · La Louvière · Leuven · Luik · Maaseik · Marche-en-Famenne · Mechelen · Namen · Neufchâteau · Nijvel · Oostende · Oudenaarde · Philippeville · Roeselare · Sint-Niklaas · Thuin · Tielt · Tongeren · Turnhout · Verviers · Veurne · Virton · Zinnik